# Ust-Txarki
Ust-Txarki (en rus: Усть-Чаркы) és un poble de la república de Sakhà, a Rússia, que el 2018 tenia 2 habitants, pertany al districte de Batagai.